# Serbia Open 2012
Il Serbia Open 2012 (anche noto come Serbia Open 2012 powered by Telekom Srbija per ragioni di sponsorizzazione) è stato un torneo di tennis giocato su campi in terra rossa. È stata la 4ª edizione dell'evento, facente parte dell'ATP World Tour 250 series nell'ambito dell'ATP World Tour 2012. Si è giocato presso il complesso Milan Gale Muškatirović a Belgrado, in Serbia, dal 30 aprile al 6 maggio 2012.

## Partecipanti
| Nazione     | Giocatore        | Ranking | Testa di serie* |
| ----------- | ---------------- | ------- | --------------- |
| Spagna      | Pablo Andújar    | 38      | 1               |
| Italia      | Andreas Seppi    | 46      | 2               |
| Finlandia   | Jarkko Nieminen  | 47      | 3               |
| Argentina   | David Nalbandian | 49      | 4               |
| Polonia     | Łukasz Kubot     | 51      | 5               |
| Italia      | Fabio Fognini    | 57      | 6               |
| Stati Uniti | Ryan Harrison    | 58      | 7               |
| Lussemburgo | Gilles Müller    | 61      | 8               |

* Ranking al 23 aprile 2012.

### Altri partecipanti
I seguenti giocatori hanno ottenuto una wild card per il tabellone principale:
- Marko Đoković
- Evgenij Donskoj
- Dušan Lajović

I seguenti giocatori sono passati dalle qualificazioni:

- Carlos Gomez-Herrera
- Antonio Veić
- Aljaž Bedene
- Eduardo Schwank

## Punti e montepremi
Il montepremi complessivo è di 366.950 €.
| Torneo    | Torneo              | V      | F      | SF     | QF     | 2T    | 1T    | Q  | Q3  | Q2  | Q1 |
| Singolare | Punti               | 250    | 150    | 90     | 45     | 20    | 0     | 12 | 6   | 0   | 0  |
| Singolare | Premi in denaro (€) | 66.250 | 34.890 | 18.900 | 10.765 | 6.345 | 3.760 | –  | 605 | 290 | 0  |
| Doppio    | Punti               | 250    | 150    | 90     | 45     | 0     | –     | –  | –   | –   | –  |
| Doppio    | Premi in denaro (€) | 20.120 | 10.580 | 5.730  | 3.280  | 1.920 | –     | –  | –   | –   | –  |

## Campioni

### Singolare
Andreas Seppi ha sconfitto in finale  Benoît Paire per 6-3, 6-2.
- È il secondo titolo in carriera per Seppi, il primo nel 2012.

### Doppio
Jonathan Erlich /  Andy Ram hanno sconfitto in finale  Martin Emmrich /  Andreas Siljeström per 4-6, 6-2, [10-6].